# Wait for Me
Wait for Me – dziewiąty album studyjny Moby’ego wydany 30 czerwca 2009 roku.

## Album[1]
Moby nagrał album w domowym studiu, okładkę narysował markerem na zwykłym papierze, a do nagrania partii wokalnych zaprosił znajomych. Autorką zdjęć jest jego przyjaciółka. Całość zmiksował wraz z Kenym Thomasem.

## Lista utworów
1. „Division” – 1:56
2. „Pale Horses” – 3:37
3. „Shot in the Back of the Head” – 3:15
4. „Study War” – 4:18
5. „Walk with Me” – 4:01
6. „Stock Radio” – 0:45
7. „Mistake” – 3:47
8. „Scream Pilots” – 2:48
9. „Jltf-1” – 1:27
10. „Jltf” – 4:40
11. „A Seated Night” – 3:23
12. „Wait for Me” – 4:13
13. „Hope Is Gone” – 3:30
14. „Ghost Return” – 2:38
15. „Slow Light” – 4:00
16. „Isolate” – 3:28

### iTunes Europe Bonus Tracks
1. „Grit” - 4:49
2. „Pale Horses (VC2 - Moby Remix)” - 7:09

### „Pale Horses” Bonus Disc
1. „Pale Horses (Apparat Dub)” - 3:29
2. „Pale Horses (Jason Bentley Remix)” - 4:25
3. „Pale Horses (VC1 - Moby Remix)” - 6:35
4. „Walk with Me (Reprise)” - 3:27

### Deluxe Edition
Disc 1: Wait For Me
1. „Division” – 1:56
2. „Pale Horses” – 3:37
3. „Shot in the Back of the Head” – 3:15
4. „Study War” – 4:18
5. „Walk with Me” – 4:01
6. „Stock Radio” – 0:45
7. „Mistake” – 3:47
8. „Scream Pilots” – 2:48
9. „Jltf-1” – 1:27
10. „Jltf” – 4:40
11. „A Seated Night” – 3:23
12. „Wait for Me” – 4:13
13. „Hope Is Gone” – 3:30
14. „Ghost Return” – 2:38
15. „Slow Light” – 4:00
16. „Isolate” – 3:28
17. „One Time We Lived” – 4:27
18. „Stay Down”

Disc 2: Wait For Me – Ambient
1. „A Seated Night” – 3:56
2. „Study War” – 4:30
3. „Pale Horses” – 4:56
4. „Stay Down” – 6:37
5. „Hope Is Gone” – 3:08
6. „Wait for Me” – 4:25
7. „Division” – 1:38
8. „Mistake” – 3:37
9. „Walk With Me” – 2:58
10. „Isolate” – 3:08
11. „Shot in the Back of the Head” – 3:16
12. „Slow Light 1” – 3:04
13. „Ghost Return” – 2:34
14. „Scream Pilots” – 7:49
15. „Jltf3” – 4:20
16. „Slow Light 2” – 3:09

DVD
- Live at Hurricane Festival

1. „Raining Again”
2. „Bodyrock”
3. „Pale Horses"
4. „Shot in the Back of the Head"
5. „Mistake"

- Live at Sonne Mond Sterne Festival

1. „We Are All Made of Stars” (Trance version)
2. „Feeling So Real”

- Live at Exit Festival

1. „Go"
2. „Lift Me Up"

- Live at Main Square Festival

1. „Walk With Me"

- EPK

- Animated Q&A

- Music Videos

1. „Shot In The Back Of The Head” (video by David Lynch)
2. „Pale Horses” (video by Elanna Allen)
3. „Mistake” (UFO video by Yoann Lemoine)
4. „Mistake” (Animated Video by Robert Powers)
5. „Mistake” (Stop Motion Animation by Katy Baugh)

- Blips (animowane 30-sekundowe filmy zrobione dla każdego z 16 utworów z oryginalnego albumu)